# Thomas Kind Bendiksen
Thomas Kind Bendiksen (Harstad, 8 agosto 1989) è un calciatore norvegese, centrocampista dello Skarp.

## Carriera

### Club
Kind Bendiksen ha cominciato la carriera con la maglia dell'Harstad, per poi passare agli scozzesi dei Rangers ad agosto 2007, legandosi al nuovo club con un contratto triennale. Il suo cartellino è costato 1.000.000 di corone, equivalenti a circa 90.000 sterline. Un serio infortunio al ginocchio lo ha tenuto fuori dai campi da gioco per tutto il campionato 2008-2009.
Kind Bendiksen è tornato a giocare nella squadra riserve dei Rangers nell'anno seguente e ad aprile 2010 è stato in panchina per un incontro di campionato della formazione titolare, contro lo Hibernian. Il primo match in squadra, seppur in amichevole, è arrivato a luglio dello stesso anno, contro il Queen of the South. Dopo altri problemi fisici, ha firmato un rinnovo semestrale a luglio 2011.
Kind Bendiksen ha segnato poi una rete nell'amichevole contro l'Amburgo, dopo la quale ha firmato un nuovo contratto. Il 2 dicembre 2011 ha disputato il primo incontro nella Scottish Premier League, quando è stato schierato titolare nel successo per 2-1 sul Dunfermline Athletic.
Il 3 gennaio 2012 è tornato in Norvegia, firmando un contratto triennale con il Tromsø. Ha esordito in Eliteserien il 25 marzo successivo, schierato titolare nella vittoria casalinga per 1-0 sul Fredrikstad. Il 17 settembre 2012 ha realizzato la prima rete nella massima divisione locale, contribuendo alla vittoria per 5-1 sul Lillestrøm.
Al termine dell'Eliteserien 2013, il Tromsø è retrocesso nella 1. divisjon. Kind Bendiksen ha contribuito alla promozione del campionato successivo con 30 presenze e 4 reti. Complessivamente, nel triennio al Tromsø, ha totalizzato 105 presenze e 16 reti, distribuite tra campionato e coppe.
Il 23 dicembre 2014 è passato ufficialmente al Molde, firmando un contratto valido a partire dal 1º gennaio 2015. Il debutto in squadra è arrivato l'11 aprile 2015, subentrando ad Etzaz Hussain nel successo per 1-3 sul campo del Bodø/Glimt.
Il 29 luglio 2015, Kind Bendiksen ha fatto ritorno al Tromsø con la formula del prestito fino al termine della stagione. Ha scelto la maglia numero 21.
Rientrato al Molde, il 1º aprile è stato comunicato ufficialmente il suo passaggio in prestito agli svedesi dell'Elfsborg, militanti in Allsvenskan. Tornato poi al Molde per fine prestito, in data 5 dicembre 2016 ha rescisso l'accordo che lo legava al club.
Il 13 dicembre 2016, il Sandefjord ha reso noto sul proprio sito d'aver tesserato Kind Bendiksen, che si è legato al club con un contratto valido a partire dal 1º gennaio 2017.

### Nazionale
Il 29 novembre 2013, è stato chiamato in Nazionale maggiore dal commissario tecnico Per-Mathias Høgmo, in vista di due amichevoli contro Moldavia e Polonia da disputarsi nel mese di gennaio 2014 ad Abu Dhabi. Il 15 gennaio 2014 ha esordito così per la Norvegia, schierato titolare nella vittoria per 1-2 contro la formazione moldava.

## Statistiche

### Presenze e reti nei club
Statistiche aggiornate al 24 luglio 2022.
| Stagione          | Club              | Campionato        | Campionato | Campionato | Coppe nazionali | Coppe nazionali | Coppe nazionali | Coppe continentali | Coppe continentali | Coppe continentali | Supercoppe | Supercoppe | Supercoppe | Totale | Totale |
| Stagione          | Club              | Comp              | Pres       | Reti       | Comp            | Pres            | Reti            | Comp               | Pres               | Reti               | Comp       | Pres       | Reti       | Pres   | Reti   |
| ----------------- | ----------------- | ----------------- | ---------- | ---------- | --------------- | --------------- | --------------- | ------------------ | ------------------ | ------------------ | ---------- | ---------- | ---------- | ------ | ------ |
| 2005              | Harstad           | 2D                | ?          | ?          | CN              | ?               | ?               | -                  | -                  | -                  | -          | -          | -          | ?      | ?      |
| 2006              | Harstad           | 2D                | ?          | ?          | CN              | ?               | ?               | -                  | -                  | -                  | -          | -          | -          | ?      | ?      |
| gen.-ago. 2007    | Harstad           | 2D                | ?          | ?          | CN              | ?               | ?               | -                  | -                  | -                  | -          | -          | -          | ?      | ?      |
| Totale Harstad    | Totale Harstad    | Totale Harstad    | 24         | 1          |                 | 6               | 1               |                    | -                  | -                  |            | -          | -          | 30     | 2      |
| 2009-2010         | Rangers           | SPL               | 0          | 0          | SC+LC           | 0               | 0               | UCL                | -                  | -                  | -          | -          | -          | 0      | 0      |
| 2010-2011         | Rangers           | SPL               | 0          | 0          | SC+LC           | 0               | 0               | UCL+UEL            | -                  | -                  | -          | -          | -          | 0      | 0      |
| 2011-gen. 2012    | Rangers           | SPL               | 3          | 0          | SC+LC           | 0               | 0               | UCL+UEL            | -                  | -                  | -          | -          | -          | 3      | 0      |
| Totale Rangers    | Totale Rangers    | Totale Rangers    | 3          | 0          |                 | 0               | 0               |                    | -                  | -                  |            | -          | -          | 3      | 0      |
| 2012              | Tromsø            | ES                | 23         | 1          | CN              | 6               | 0               | UEL                | 5                  | 0                  | -          | -          | -          | 34     | 1      |
| 2013              | Tromsø            | ES                | 27         | 6          | CN              | 3               | 2               | UEL                | 14                 | 1                  | -          | -          | -          | 44     | 9      |
| 2014              | Tromsø            | 1D                | 30         | 4          | CN              | 3               | 2               | UEL                | 4                  | 0                  | -          | -          | -          | 37     | 6      |
| gen.-lug. 2015    | Molde             | ES                | 6          | 0          | CN              | 4               | 1               | UCL                | 1                  | 0                  | -          | -          | -          | 11     | 1      |
| lug.-dic. 2015    | Tromsø            | ES                | 11         | 0          | CN              | -               | -               | -                  | -                  | -                  | -          | -          | -          | 11     | 0      |
| Totale Tromsø     | Totale Tromsø     | Totale Tromsø     | 91         | 11         |                 | 12              | 4               |                    | 23                 | 1                  |            | -          | -          | 116    | 16     |
| 2016              | Elfsborg          | A                 | 9          | 0          | CS              | 1               | 2               | -                  | -                  | -                  | -          | -          | -          | 10     | 2      |
| 2017              | Sandefjord        | ES                | 0          | 0          | CN              | 0               | 0               | -                  | -                  | -                  | -          | -          | -          | 0      | 0      |
| 2019              | Tromsdalen        | 1D                | 22         | 2          | CN              | 4               | 1               | -                  | -                  | -                  | -          | -          | -          | 26     | 3      |
| 2020              | Tromsdalen        | 2D                | 14         | 0          | -               | -               | -               | -                  | -                  | -                  | -          | -          | -          | 14     | 0      |
| Totale Tromsdalen | Totale Tromsdalen | Totale Tromsdalen | 36         | 2          |                 | 4               | 1               |                    | -                  | -                  |            | -          | -          | 40     | 3      |
| 2021              | Finnsnes          | 3D                | 5          | 0          | CN              | 0               | 0               | -                  | -                  | -                  | -          | -          | -          | 5      | 0      |
| 2022              | Skarp             | 4D                | 7          | 0          | CN              | 1               | 0               | -                  | -                  | -                  | -          | -          | -          | 8      | 0      |
| Totale            | Totale            | Totale            | 157+       | 13+        |                 | 23+             | 8+              |                    | 24                 | 1                  |            | -          | -          | 193+   | 22+    |

### Cronologia presenze e reti in Nazionale
| Cronologia completa delle presenze e delle reti in nazionale ― Norvegia | Cronologia completa delle presenze e delle reti in nazionale ― Norvegia | Cronologia completa delle presenze e delle reti in nazionale ― Norvegia | Cronologia completa delle presenze e delle reti in nazionale ― Norvegia | Cronologia completa delle presenze e delle reti in nazionale ― Norvegia | Cronologia completa delle presenze e delle reti in nazionale ― Norvegia | Cronologia completa delle presenze e delle reti in nazionale ― Norvegia | Cronologia completa delle presenze e delle reti in nazionale ― Norvegia |
| Data                                                                    | Città                                                                   | In casa                                                                 | Risultato                                                               | Ospiti                                                                  | Competizione                                                            | Reti                                                                    | Note                                                                    |
| ----------------------------------------------------------------------- | ----------------------------------------------------------------------- | ----------------------------------------------------------------------- | ----------------------------------------------------------------------- | ----------------------------------------------------------------------- | ----------------------------------------------------------------------- | ----------------------------------------------------------------------- | ----------------------------------------------------------------------- |
| 15-1-2014                                                               | Abu Dhabi                                                               | Moldavia                                                                | 1 – 2                                                                   | Norvegia                                                                | Amichevole                                                              | -                                                                       |                                                                         |
| 18-1-2014                                                               | Abu Dhabi                                                               | Polonia                                                                 | 3 – 0                                                                   | Norvegia                                                                | Amichevole                                                              | -                                                                       |                                                                         |
| Totale                                                                  |                                                                         | Presenze                                                                | 2                                                                       |                                                                         | Reti                                                                    | 0                                                                       |                                                                         |